# Cindy Nelson
Cynthia Lee „Cindy” Nelson (ur. 19 sierpnia 1955 w Duluth) – amerykańska narciarka alpejska, brązowa medalistka olimpijska i trzykrotna medalistka mistrzostw świata.

## Kariera
W zawodach Pucharu Świata zadebiutowała w sezonie 1971/1972. Pierwsze punkty wywalczyła jednak 5 stycznia 1974 roku w Pfronten, zajmując szóste miejsce w biegu zjazdowym. Już osiem dni później po raz pierwszy stanęła na podium, zwyciężając w zjeździe w szwajcarskiej miejscowości Grindelwald. W kolejnych startach łącznie 23. razy stawała na podium, odnosząc jeszcze pięć zwycięstw: 21 grudnia 1974 roku w Saalbach i 4 lutego 1979 roku w Pfronten wygrywała zjazd, 1 marca 1975 roku w Garibaldi wygrała giganta, 9 stycznia 1976 roku w Meiringen zwyciężyła w kombinacji, a 10 stycznia 1983 roku w Verbier była najlepsza w supergigancie. Ostatnie podium wywalczyła 12 marca 1983 roku w Vail, gdzie była druga w gigancie. Najlepsze wyniki osiągnęła w sezonie 1978/1979, kiedy zajęła czwarte miejsce w klasyfikacji generalnej. Była także druga w klasyfikacji zjazdu w sezonie 1977/1978 oraz giganta w sezonie 1982/1983, a w sezonach 1975/1976, 1979/1980 i 1981/1982 zajmowała trzecie miejsce w klasyfikacji kombinacji.
W 1974 roku wystartowała na mistrzostwach świata w Sankt Moritz, gdzie zajęła jedenaste miejsce w slalomie i osiemnaste w zjeździe. Pierwszy medal zdobyła podczas rozgrywanych dwa lata później igrzysk olimpijskich w Innsbrucku, zajmując trzecie miejsce w biegu zjazdowym. W zawodach tych wyprzedziły ją jedynie Rosi Mittermaier z RFN oraz Austriaczka Brigitte Totschnig. Na tej samej imprezie wystąpiła także w gigancie i slalomie, ale plasowała się poza czołową dziesiątką. Igrzyska w Innsbrucku były także mistrzostwami świata, jednak kombinację rozegrano tylko w ramach drugiej z tych imprez. W konkurencji tej Nelson zajęła czwarte miejsce, przegrywając walkę o podium z Hanni Wenzel z Liechtensteinu. Z mistrzostw świata w Garmisch-Partenkirchen w 1978 roku wróciła bez medalu. Amerykanka zajęła tam między innymi piąte miejsce w zjeździe i szóste w kombinacji. Kolejny sukces osiągnęła na mistrzostwach świata w Lake Placid w 1980 roku, zdobywając srebrny medal w kombinacji. Nelson uplasowała się tam za Hanni Wenzel, a przed Austriaczką Ingrid Eberle. Ostatni medal zdobyła podczas rozgrywanych w 1982 roku mistrzostw świata w Schladming, zajmując drugie miejsce w zjeździe. Uległa tam tylko Kanadyjce Gerry Sorensen, do której straciła 0,41 sekundy. Trzecią w tych zawodach Laurie Graham z Kanady Nelson wyprzedziła zaledwie o 0,03 sekundy. Startowała także na igrzyskach olimpijskich w Sarajewie w 1984 roku i rozgrywanych rok później mistrzostwach świata w Bormio, jednak w żadnym ze startów nie uplasowała się w najlepszej dziesiątce.

## Osiągnięcia

### Igrzyska olimpijskie
| Miejsce | Dzień     | Rok  | Miejscowość | Konkurencja | Czas biegu | Strata | Zwyciężczyni          |
| ------- | --------- | ---- | ----------- | ----------- | ---------- | ------ | --------------------- |
| 3.      | 8 lutego  | 1976 | Innsbruck   | Zjazd       | 1:46,16    | +1,34  | Rosi Mittermaier      |
| 13.     | 11 lutego | 1976 | Innsbruck   | Slalom      | 1:30,54    | +6,79  | Rosi Mittermaier      |
| 21.     | 13 lutego | 1976 | Innsbruck   | Gigant      | 1:29,13    | +2,89  | Kathy Kreiner         |
| 7.      | 17 lutego | 1980 | Lake Placid | Zjazd       | 1:37,52    | +2,17  | Annemarie Moser-Pröll |
| 13.     | 21 lutego | 1980 | Lake Placid | Gigant      | 2:41,66    | +5,66  | Hanni Wenzel          |
| 11      | 23 lutego | 1980 | Lake Placid | Slalom      | 1:25,09    | +5,76  | Hanni Wenzel          |
| 18.     | 13 lutego | 1984 | Sarajewo    | Gigant      | 2:20,98    | +3,90  | Debbie Armstrong      |

### Mistrzostwa świata
| Miejsce | Dzień       | Rok  | Miejscowość            | Konkurencja | Czas biegu  | Strata     | Zwyciężczyni          |
| ------- | ----------- | ---- | ---------------------- | ----------- | ----------- | ---------- | --------------------- |
| DNF     | 3 lutego    | 1974 | Sankt Moritz           | Gigant      | 1:43,18     | –          | Fabienne Serrat       |
| DSQ     | 7 lutego    | 1974 | Sankt Moritz           | Zjazd       | 1:50,84     | -          | Annemarie Moser-Pröll |
| 11.     | 8 lutego    | 1974 | Sankt Moritz           | Slalom      | 1:34,63     | +3,84      | Hanni Wenzel          |
| 3.      | 8 lutego    | 1976 | Innsbruck              | Zjazd       | 1:46,16     | +1,34      | Rosi Mittermaier      |
| 13.     | 11 lutego   | 1976 | Innsbruck              | Slalom      | 1:30,54     | +6,79      | Rosi Mittermaier      |
| 21.     | 13 lutego   | 1976 | Innsbruck              | Gigant      | 1:29,13     | +2,89      | Kathy Kreiner         |
| 4.      | 13 lutego   | 1976 | Innsbruck              | Kombinacja  | 0,84 pkt    | +65,44 pkt | Rosi Mittermaier      |
| 5.      | 1 lutego    | 1978 | Garmisch-Partenkirchen | Zjazd       | 1:48,31     | +1,95      | Annemarie Moser-Pröll |
| 30.     | 3 lutego    | 1978 | Garmisch-Partenkirchen | Slalom      | 1:24,85     | +11,34     | Lea Sölkner           |
| 15.     | 4 lutego    | 1978 | Garmisch-Partenkirchen | Gigant      | 2:41,15     | +4,42      | Maria Epple           |
| 6.      | 4 lutego    | 1978 | Garmisch-Partenkirchen | Kombinacja  | 2460,39 pkt | +51,24 pkt | Annemarie Moser-Pröll |
| 7.      | 17 lutego   | 1980 | Lake Placid            | Zjazd       | 1:37,52     | +2,17      | Annemarie Moser-Pröll |
| 13.     | 21 lutego   | 1980 | Lake Placid            | Gigant      | 2:41,66     | +5,66      | Hanni Wenzel          |
| 11      | 23 lutego   | 1980 | Lake Placid            | Slalom      | 1:25,09     | +5,76      | Hanni Wenzel          |
| 2.      | 23 lutego   | 1980 | Lake Placid            | Kombinacja  | 5,57 pkt    | +89,47 pkt | Hanni Wenzel          |
| 4.      | 31 stycznia | 1982 | Schladming             | Kombinacja  | 8,99 pkt    | +21,22 pkt | Erika Hess            |
| 16.     | 2 lutego    | 1982 | Schladming             | Gigant      | 2:37,17     | +3,86      | Erika Hess            |
| 2.      | 4 lutego    | 1982 | Schladming             | Zjazd       | 1:37,47     | +0,41      | Gerry Sorensen        |
| 25.     | 3 lutego    | 1985 | Bormio                 | Zjazd       | 1:26,96     | +4,99      | Michela Figini        |
| 15.     | 4 lutego    | 1985 | Bormio                 | Kombinacja  | 18,72 pkt   | +82,59 pkt | Erika Hess            |

### Puchar Świata

#### Miejsca w klasyfikacji generalnej
- sezon 1973/1974: 15.
- sezon 1974/1975: 8.
- sezon 1975/1976: 8.
- sezon 1976/1977: 19.
- sezon 1977/1978: 5.
- sezon 1978/1979: 4.
- sezon 1979/1980: 10.
- sezon 1980/1981: 8.
- sezon 1981/1982: 5.
- sezon 1982/1983: 7.
- sezon 1983/1984: 41.
- sezon 1984/1985: 48.

#### Zwycięstwa w zawodach
1. Grindelwald – 13 stycznia 1974 – (zjazd)
2. Saalbach – 21 grudnia 1974 – (zjazd)
3. Garibaldi – 1 marca 1975 – (gigant)
4. Meiringen – 9 stycznia 1976 – (kombinacja)
5. Pfronten – 4 lutego 1979 – (zjazd)
6. Verbier – 10 stycznia 1983 – (supergigant)

#### Pozostałe miejsca na podium
1. Cortina d’Ampezzo – 12 grudnia 1974 (zjazd) – 2. miejsce
2. Aprica – 10 grudnia 1975 (zjazd) – 3. miejsce
3. Bad Gastein – 22 stycznia 1976 (slalom) – 3. miejsce
4. Copper Mountain – 5 marca 1976 (gigant) – 2. miejsce
5. Pfronten – 6 stycznia 1978 (zjazd) – 2. miejsce
6. Pfronten – 7 stycznia 1978 (zjazd) – 2. miejsce
7. Bad Kleinkirchheim – 11 marca 1978 (zjazd) – 2. miejsce
8. Bad Kleinkirchheim – 12 marca 1978 (zjazd) – 2. miejsce
9. Schruns – 26 stycznia 1979 (zjazd) – 2. miejsce
10. Schruns – 26 stycznia 1979 (kombinacja) – 2. miejsce
11. Pfronten – 4 lutego 1979 (kombinacja) – 3. miejsce
12. Val d’Isère – 5 grudnia 1979 (zjazd) – 2. miejsce
13. Bad Gastein – 21 stycznia 1980 (kombinacja) – 3. miejsce
14. Schruns – 12 stycznia 1981 (zjazd) – 2. miejsce
15. Aspen – 6 marca 1981 (zjazd) – 3. miejsce
16. Grindelwald – 14 stycznia 1982 (zjazd) – 3. miejsce
17. Pfronten – 14 stycznia 1982 (kombinacja) – 3. miejsce
18. Arosa – 13 lutego 1982 (zjazd) – 2. miejsce
19. Waterville Valley – 10 marca 1983 (gigant) – 3. miejsce
20. Vail – 12 marca 1983 (gigant) – 2. miejsce